# Litet piprensargräs
Litet piprensargräs (Tragus berteronianus) är en gräsart som beskrevs av Schult.. Enligt Catalogue of Life ingår Litet piprensargräs i släktet piprensargrässläktet och familjen gräs, men enligt Dyntaxa är tillhörigheten istället släktet piprensargrässläktet och familjen gräs. Arten förekommer tillfälligt i Sverige, men reproducerar sig inte. Inga underarter finns listade i Catalogue of Life.

## Bildgalleri

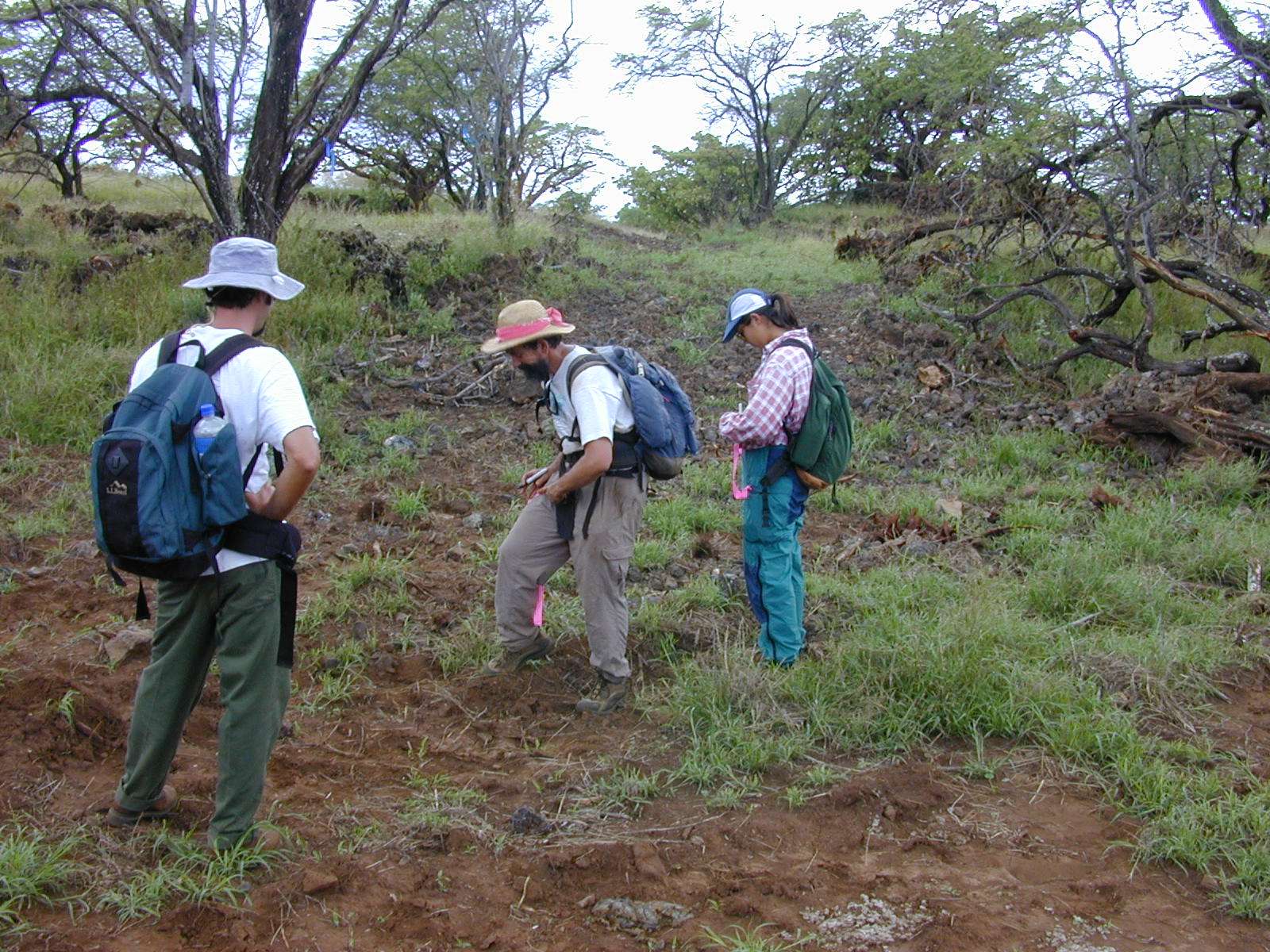
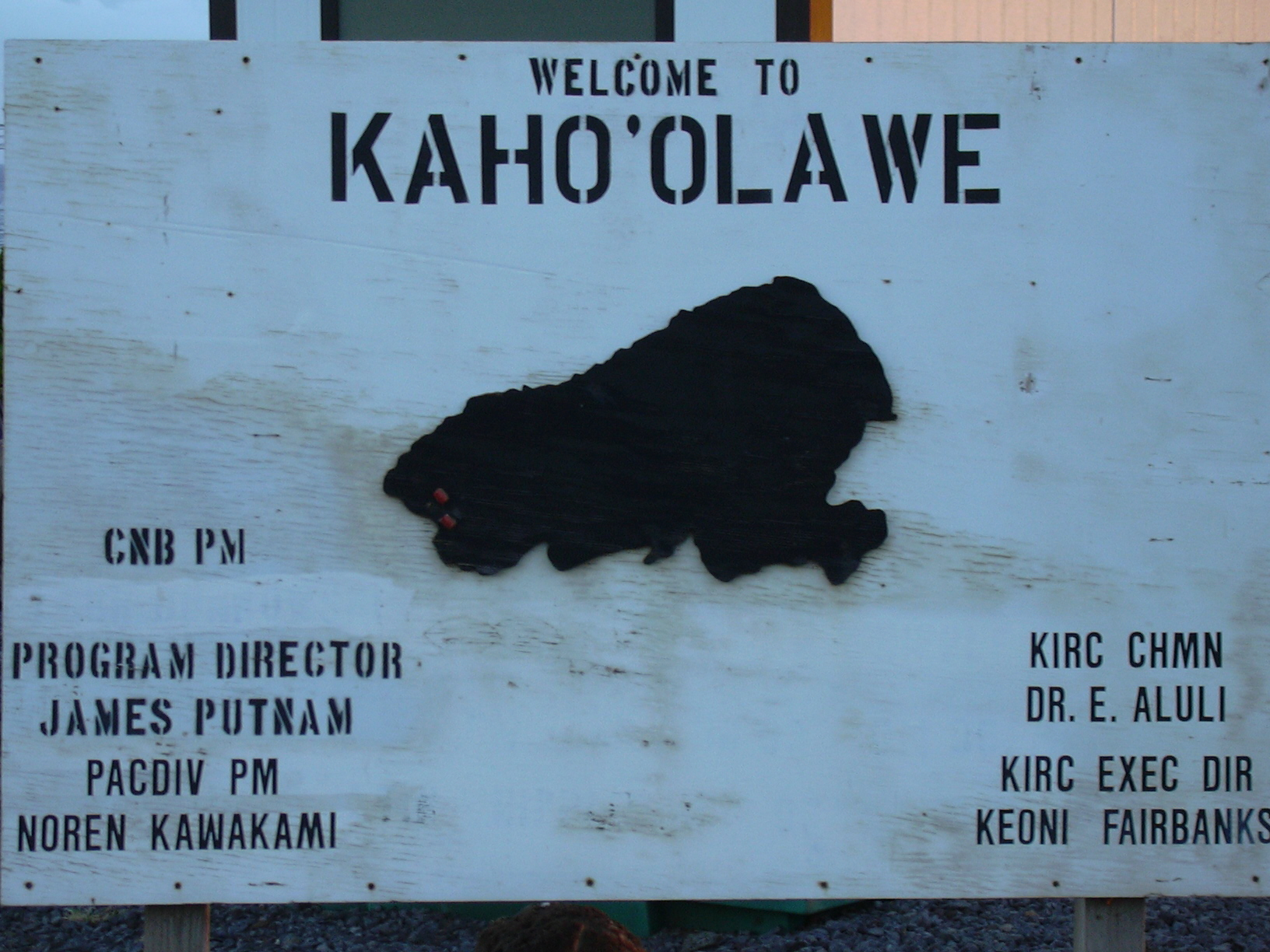
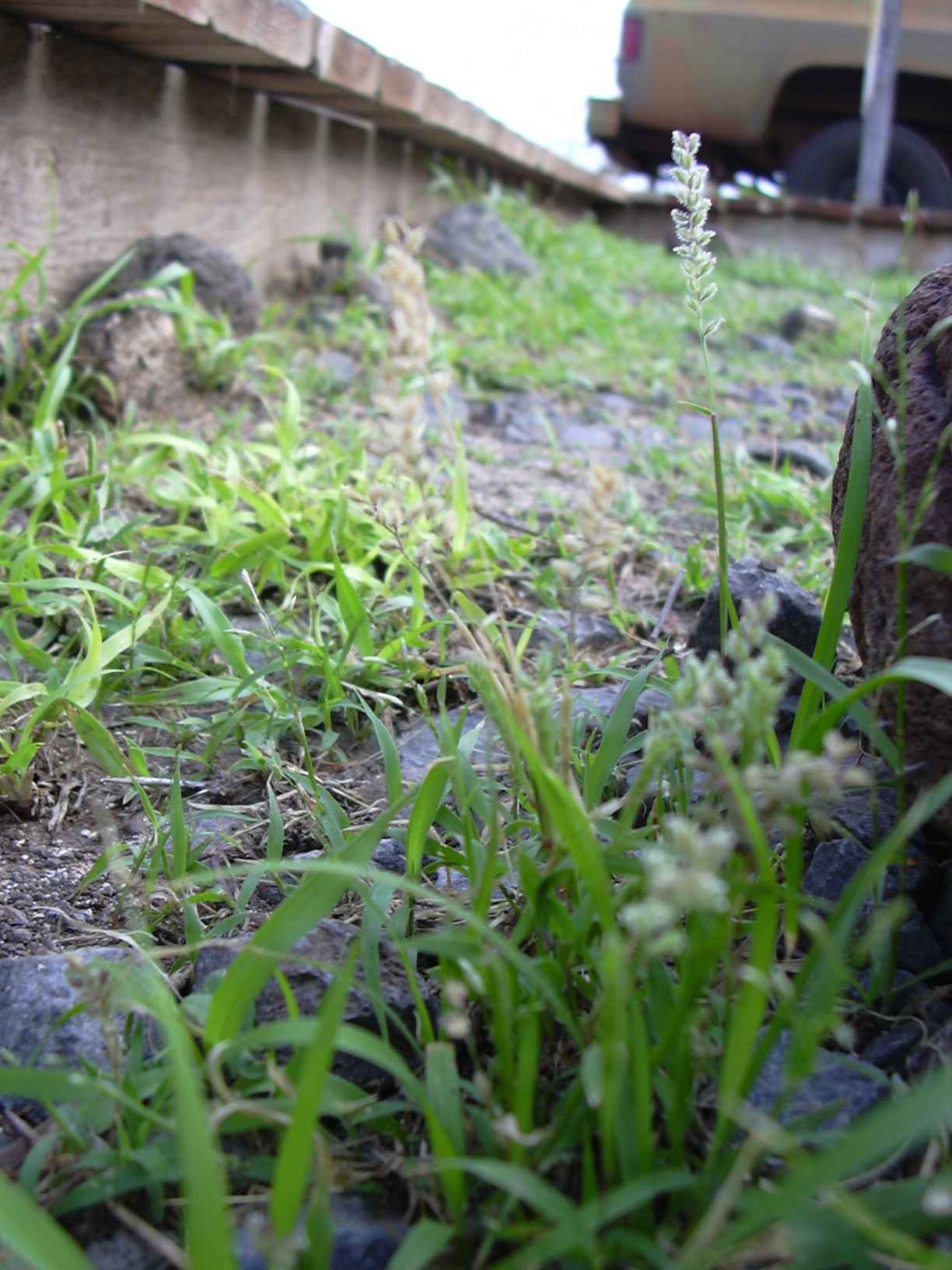
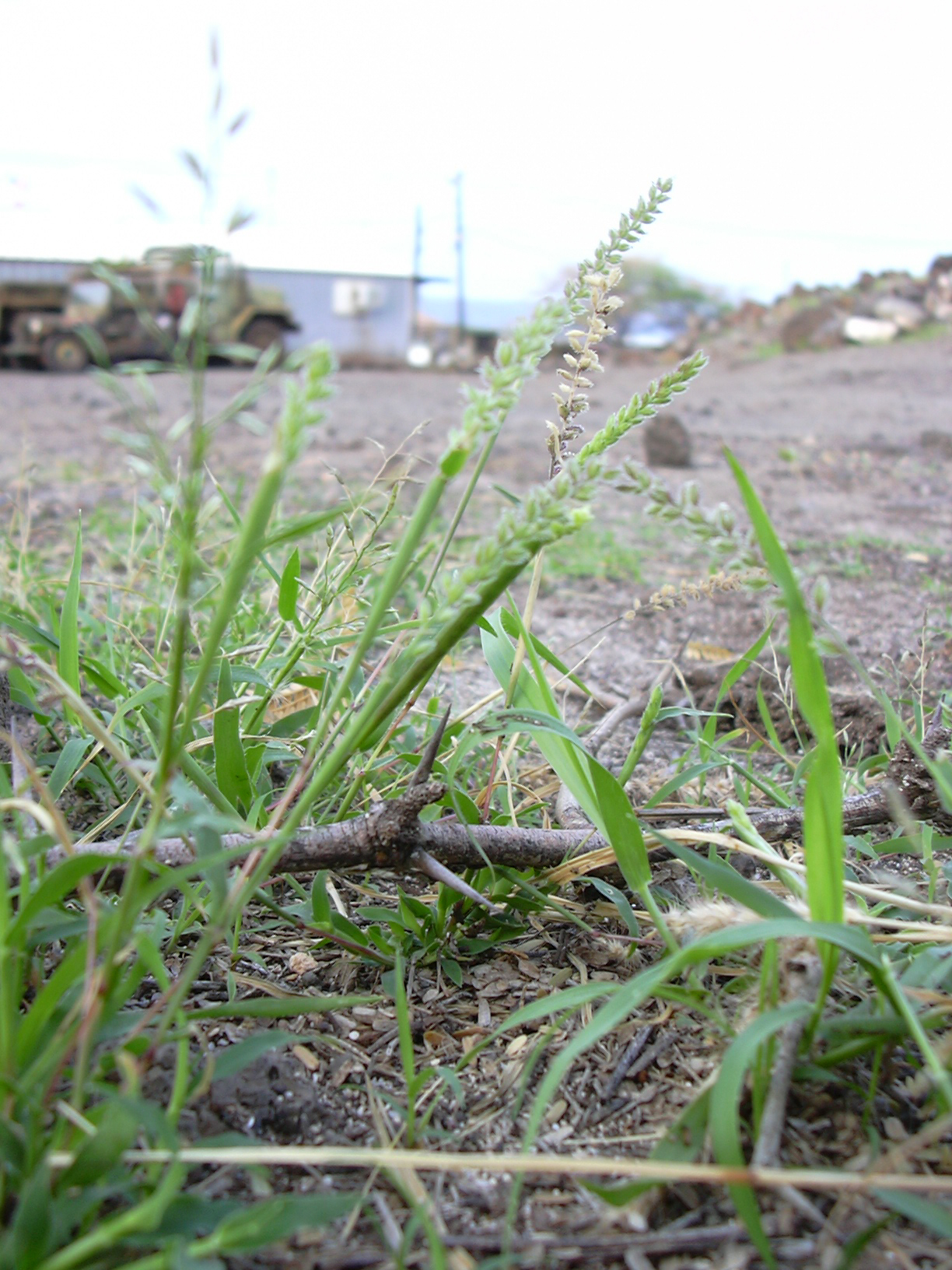